# Thelxion (Gefährte des Telchin)
Thelxion (altgriechisch Θελξίων Thelxíōn) ist in der griechischen Mythologie der Gefährte des Telchin.
Zusammen mit diesem plante er eine Verschwörung gegen Apis, den Sohn des Phoroneus, und schließlich töteten sie diesen. Sie wurden wiederum von Argos Panoptes erschlagen.
Möglicherweise war Thelxion ein Sohn des Europs und somit ein Bruder des Telchin.